# Prost AP02
A Prost AP02 egy Formula–1-es versenyautó, amelyet a Prost Grand Prix csapat tervezett és versenyeztetett az 1999-es Formula–1 világbajnokság során. Pilótái Olivier Panis és Jarno Trulli voltak.

## Áttekintés
Miután az előző idényben drasztikusan visszaestek, a csapat mindenképpen javulást várt, és ezt részben el is érték. A fejlesztésbe besegített John Barnard is, aki az 1980-as években a McLarennél Alain Prost bajnokautóit tervezte. Időnként tudott is villantani vele a csapat, az európai nagydíjon Trulli révén még a dobogóra is felállhattak. Szerzett kilenc pontjuk a konstruktőri hetedik helyre volt elég. Az idény végén végül mindkét pilótájuk távozott.
A csapat főszponzora a Gauloises cigaretta volt; ahol be voltak tiltva a dohányreklámok, ott egy vonalkódszerű mintázat került az autókra (lásd a képen). Fontos szponzor volt még a Canal+, az Agfa, a Total, a Bic, az Alcatel, a PlayStation, és a Sodexho.
1999 decemberében a későbbi világbajnok Jenson Button tesztelhette az autót.

## Eredmények
| Év   | Csapat                  | Motor       | Gumik | Pilóták       | 1   | 2   | 3   | 4   | 5   | 6   | 7   | 8   | 9   | 10  | 11  | 12  | 13  | 14  | 15  | 16  | Pontok | Helyezés |
| ---- | ----------------------- | ----------- | ----- | ------------- | --- | --- | --- | --- | --- | --- | --- | --- | --- | --- | --- | --- | --- | --- | --- | --- | ------ | -------- |
| 1999 | Gauloises Prost Peugeot | Peugeot A18 | B     |               | AUS | BRA | SMR | MON | ESP | CAN | FRA | GBR | AUT | GER | HUN | BEL | ITA | EUR | MAL | JPN | 9      | 7.       |
| 1999 | Gauloises Prost Peugeot | Peugeot A18 | B     | Olivier Panis | KI  | 6   | KI  | KI  | KI  | 9   | 8   | 13  | 10  | 6   | 10  | 13  | 11  | 9   | KI  | KI  | 9      | 7.       |
| 1999 | Gauloises Prost Peugeot | Peugeot A18 | B     | Jarno Trulli  | KI  | KI  | KI  | 7   | 6   | KI  | 7   | 9   | 7   | KI  | 8   | 12  | KI  | 2   | NI  | KI  | 9      | 7.       |

† - nem fejezte be a futamot, de rangsorolták, mert teljesítette a versenytáv 90 százalékát